# عدو (فلم)
عدو هو فيلم إثارة نفسية كندي من إخراج دينيس فيلنوف، وهو مقتبس من رواية الشبيه للكاتب جوزيه ساراماغو.

## القصة
يرصد الفيلم قصة آدم بيل أو أنطوني سانت كلير (جاك جيلنهيل) من خلال حفنة من المشاهد والأحداث. حيث مدرس جامعي يُدعى آدم بيل (جاك جيلنهيل) بعد يوم طويل يذهب آدم لبيته حيث صديقته ماري (ميلاني لورينت). ينصحه أصدقاءه بمشاهدة فيلم جميل وفي الفيلم يرى رجل يشبهه تماماً. على الجانب الآخر يبدأ الشك يساور امرأة حامل بأن زوجها يخونها، وأم تغمرها السعادة بأن ابنها أنطوني سانت كلير (جاك جيلنهيل) لم يعد ممثلًا من الدرجة الثالثة.

## طاقم التمثيل
- جايك جيلنهال بدور أدام بيل / أنتوني كلير.
- ميلاني لوران بدور ماري.
- إيسابيلا روسوليني بدور والدة أدام.
- سارة جايدن بدور هيلين كلير.
- ستيفن هارت بدور حارس الملهى.
- جوشوا بيس بدور كارل.

## الاستقبال
حصل الفيلم على مراجعات إيجابية، حيث له تقييم 75 بالمئة مع نتيجة 6.7 من 10 على موقع الطماطم الفاسدة بناءً على 80 ناقدًا، بالإضافة إلى وصف: «مع قصة ملتوية وفرضية صعبة فإن الفيلم يُعد نفسه للفشل، لكن بفضل أداء جايك جيلنهال القوي والإخراج الذكي فإن الفيلم مغامرة غير اعتيادية.»

## روابط خارجية
- مقالات تستعمل روابط فنية بلا صلة مع ويكي بيانات